# Cristian Tudor
Cristian Tudor (Bistrița, 23 agosto 1982 – Bistrița, 23 dicembre 2012) è stato un calciatore rumeno.

## Carriera
In attività giocava come attaccante. Vinse una Coppa dei Campioni della CSI nel 2003, vincendo anche la classifica cannonieri.
È morto all'età di 30 anni di cirrosi epatica.